# Cmentarz mariawicki w Pogorzeli
Cmentarz mariawicki w Pogorzeli – założony po 1910 cmentarz Kościoła Starokatolickiego Mariawitów i Kościoła Katolickiego Mariawitów w Pogorzeli na terenie Mazowieckiego Parku Krajobrazowego im. Czesława Łaszczka. 

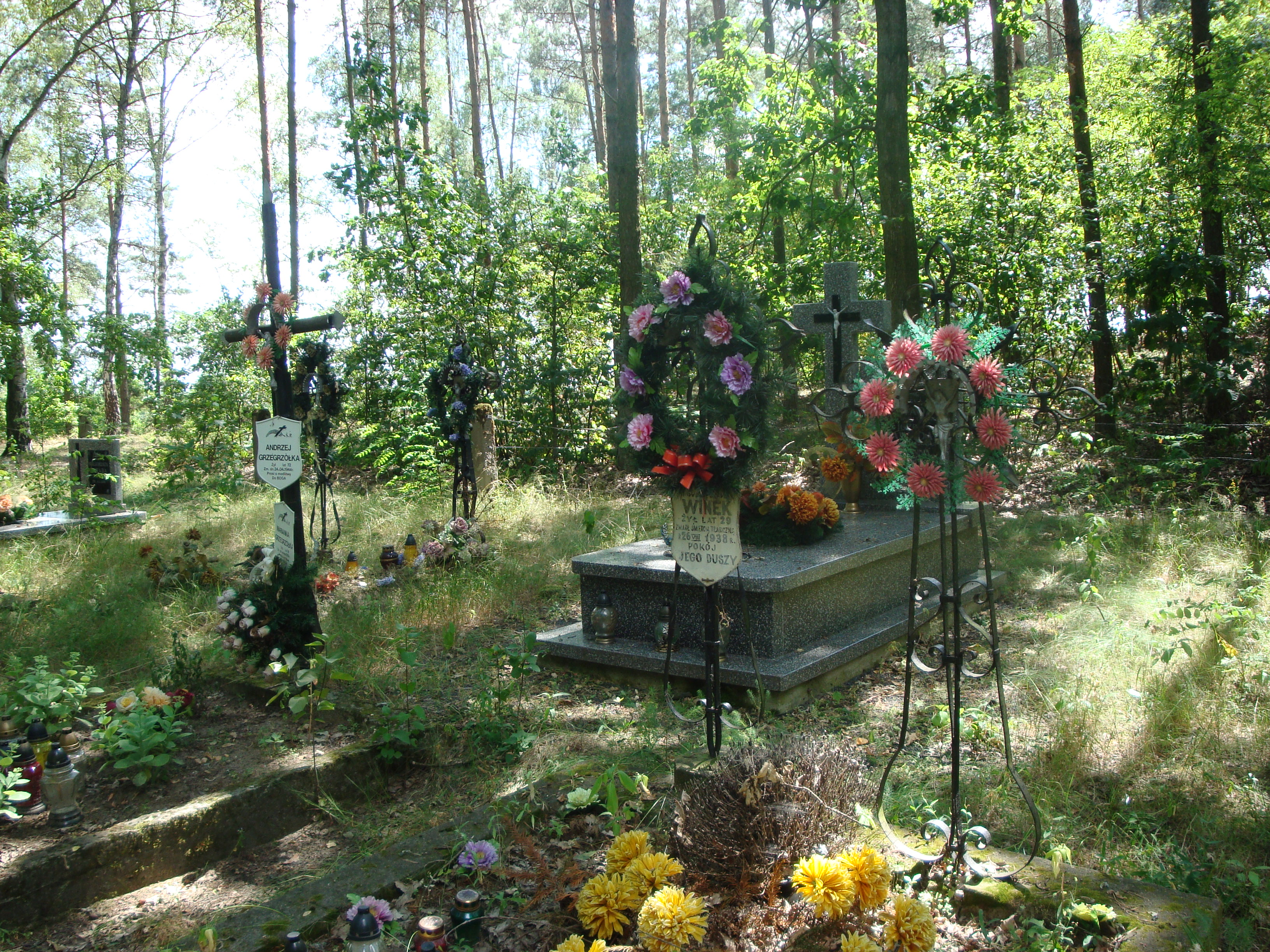
Najlepiej zachowane nagrobki na cmentarzu

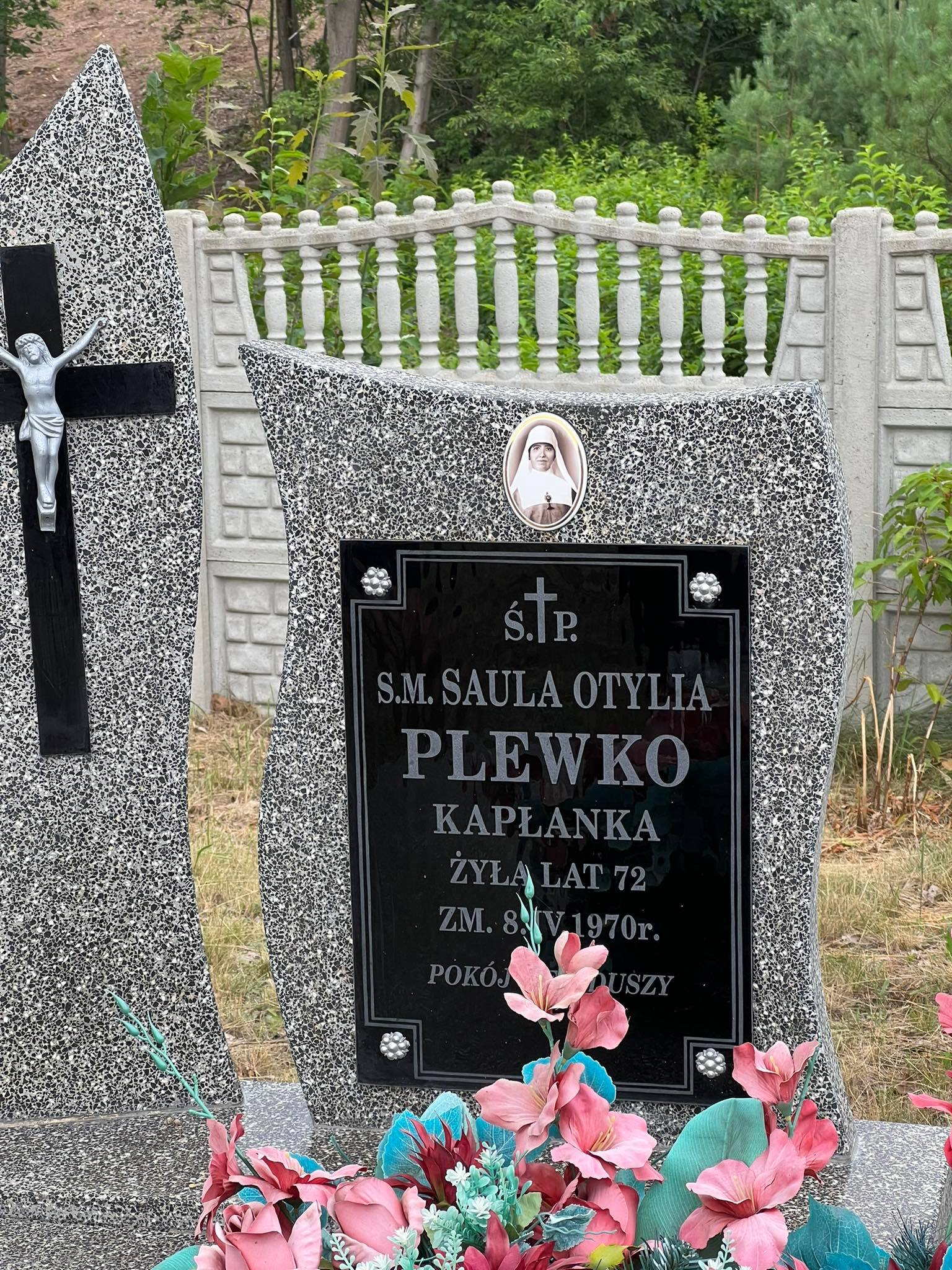
Grób siostry kapłanki M.Otylii Plewko

Kościół mariawicki w Pogorzeli został wybudowany w 1910, ale po II wojnie światowej liczba wyznawców zaczęła tak drastycznie spadać, że w latach 70. XX w. Kościół Katolicki Mariawitów podjął decyzję o przekazaniu majątku Skarbowi Państwa. Obecnie (2022) świątynia stoi pusta i jest w coraz gorszym stanie, teren jest ogrodzony i zamknięty, a plac wkoło zarastają krzewy. Miejscowość jest siedzibą dwuosobowej (2019) parafii Kościoła Katolickiego Mariawitów, korzystającej obecnie z kaplicy domowej pw. Matki Boskiej Nieustającej Pomocy (położonej w bezpośrednim sąsiedztwie kościoła).
Cmentarz mariawicki o wielkości ok. 0,03 hektara, położony jest na terenie leśnym wchodzącym w skład Mazowieckiego Parku Krajobrazowego na wzniesieniu wydmowym przy drodze z Pogorzeli do Osiecka. Nekropolia otoczona jest nowym betonowym płotem wraz z bramą. Teren cmentarza jest zadbany, znajdują się tam zarówno stare zaniedbane groby z prostymi krzyżami jak i granitowe nagrobki, na których znajdują się świeże kwiaty i znicze. Ostatni pochówek miał miejsce w 2020 roku.
Na cmentarzu pochowana jest także siostra mariawicka Saula Maria Otylia Plewko (1898–1970), kapłanka Kościoła Katolickiego Mariawitów, długoletni proboszcz miejscowej parafii.